# Премія «Оскар» за науково-технічні досягнення
Премія «Оскар» за науково-технічні досягнення (англ. Academy Scientific and Technical Award) заснована 1931 року за наукові або технічні досягнення, її вручають на обідній церемонії окремо від традиційної вечірньої.
Технічні і наукові призи Американської кіноакадемії вручають за пристрої, методи, формули, відкриття і винаходи, що мають особливу цінність для кіномистецтва і вже підтвердили свою значущість завдяки тривалому використанню в кіноіндустрії. «Інженерно-технічний приз» за досягнення, які демонструють високий рівень інженерної майстерності і є важливими для розвитку індустрії.
2006 року володаркою двох із шести номінацій стала українська компанія Фільмотехнік.